# Francônia

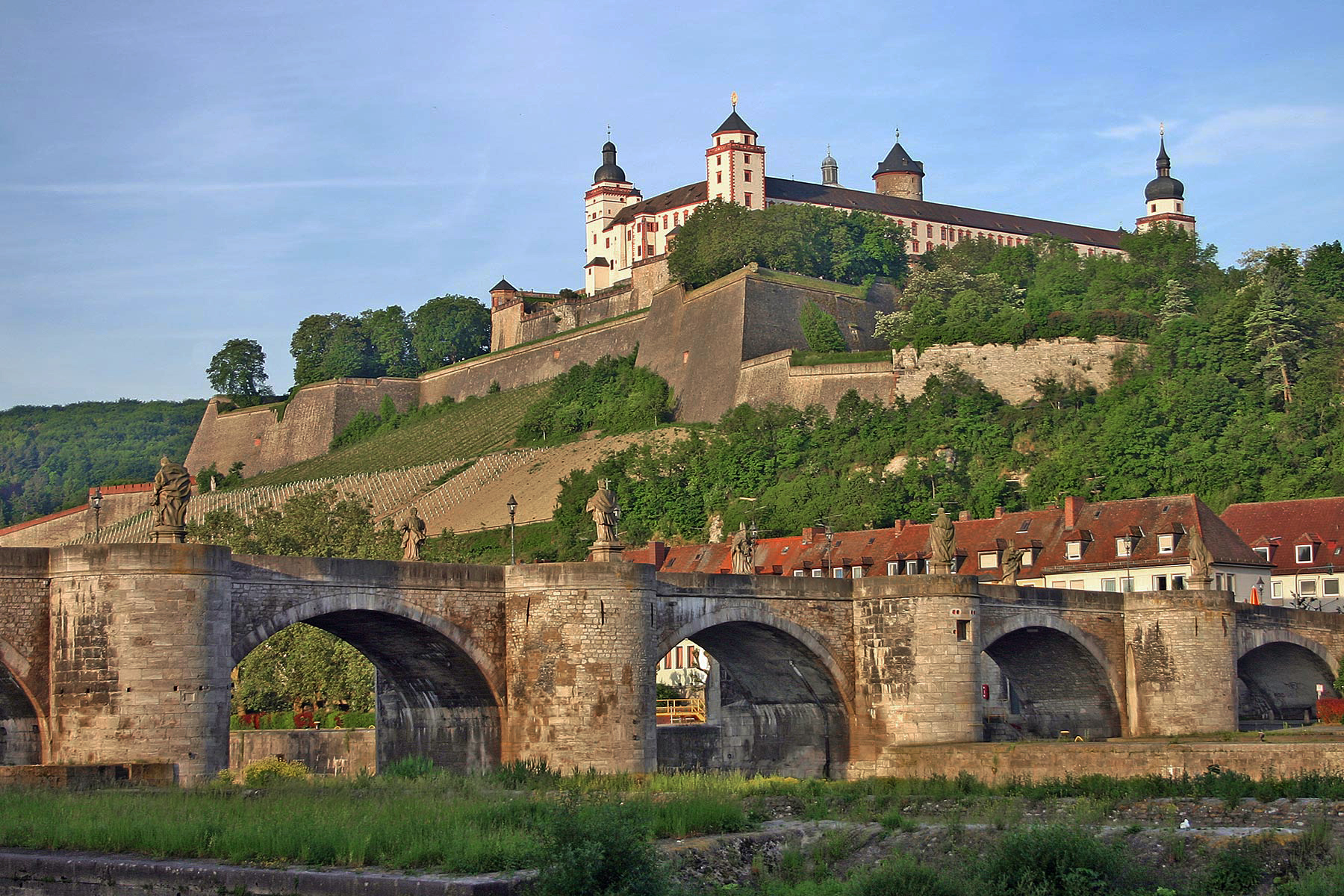
Ponte histórica sob o rio Meno, ao fundo a Festung Marienberg em Wurtzburgo

A Francônia (português brasileiro) ou Francónia (português europeu) (em alemão: Franken)) é uma região geográfica e histórica na Alemanha, situada no norte do estado da Baviera.

## Geografia
A região tem uma área total de 23 006 km², o que representa aproximadamente 1/3 do território da Baviera, e com 4 154 388 habitantes (densidade: 180,6 hab./km²). A sudoeste divide fronteira com o estado Baden-Württemberg, ao norte com o estado Turíngia e ao leste com a República Checa. As três maiores cidades são Nuremberga, Wurtzburgo e Fürth.
A Francônia é atravessada do leste em direção oeste pelo rio Meno, que é afluente do rio Reno, como também pelo canal Reno-Meno-Danúbio (Rhein-Main-Donau-Kanal), que interliga o rio Danúbio com o rio Meno.
Característico para a região são as serras e cadeias montanhosas baixas, que na sua maioria são parques naturais, como por exemplo Fichtelgebirge, Fränkische Schweiz ou Steigerwald.

### Administração
A Francônia é dividida em três distritos administrativos (Regierungsbezirke), que pertencem politicamente ao Estado Livre da Baviera:
- Francônia Superior ou Alta Francônia (Oberfranken) com a capital Bayreuth
- Francônia Central (Mittelfranken) com a capital Ansbach
- Francônia Inferior ou Baixa Francônia (Unterfranken) com a capital Wurtzburgo

### A Francônia histórica
A divisão administrativa (Francônia Inferior, Central e Superior) descreve somente a Francônia "política" ou seja, o Frankenland (terra dos Francos), como também é chamado no jargão popular.
A região que é considerada culturalmente fazendo parte da Francônia, estende-se não só pelo norte do estado da Baviera, como inclui também partes do norte do estado de Baden-Württemberg (Tauberfranken) e partes do sul do estado de Turíngia. Portanto não existem demarcações territoriais claras. São costumes, o dialeto, comidas e bebidas típicas, como também a arquitetura e a utilização da bandeira em vermelho e branco pelas comunidades, que definem e caracterizam esta antiga região histórica e seus moradores.
Devido às novas leis territoriais de 20 de maio de 2003 criou-se uma nova região designada de “Região Heilbronn-Franken” no estado de Baden-Württemberg.

### Demografia
A população e o tamanho dos três distritos administrativos e sua capital:
| Distrito             | Capital do distrito | Área          | Habitantes (Sep 2005) | Densidade populacional |
| Francônia Superior   | Bayreuth            | 7 231,00 km²  | 1 103 239             | 153 hab./km²           |
| Francônia Central    | Ansbach             | 7 244,85 km²  | 1 708 841             | 236 hab./km²           |
| Francônia Inferior   | Würzburg            | 8 530,99 km²  | 1.342 308             | 157 hab./km²           |
|                      |                     |               |                       |                        |
| Franconia na Baviera |                     | 23 006,84 km² | 4 154 388             | 181 hab./km²           |

Evolução demográfica
| Cidade           | Habitantes em 31.12.2000 | Habitantes em 30.06.2005 |
| ---------------- | ------------------------ | ------------------------ |
| 1. Nuremberga    | 488 400                  | 497.254                  |
| 2. Wurtzburgo    | 127 966                  | 133 188                  |
| 3. Fürth         | 110 477                  | 113 076                  |
| 4. Erlangen      | 100 778                  | 102 745                  |
| 5. Bayreuth      | 74 153                   | 74 137                   |
| 6. Bamberg       | 69 036                   | 69 934                   |
| 7. Aschaffenburg | 67 592                   | 68 798                   |
| 8. Schweinfurt   | 54 325                   | 54 351                   |
| 9. Hof           | 50 741                   | 48 982                   |
| 10. Coburg       | 42 427                   | 42 015                   |

Fonte do trecho demografia: Wikipedia alemã (Bayerisches Landesamt für Statistik und Datenverarbeitung)

### Religião
Enquanto que o sul da Baviera é predominantemente católico, a região da Francônia, situada no norte do estado, apresenta uma estrutura bastante diferente. Existem distritos com uma população na sua maioria católica, como também distritos com uma maioria protestante. Esta diferença é devido às frequentes lutas territoriais entre vários ducados e arcebispados.
Territórios que foram influenciados pelo Arcebispado de Bamberg, como é o caso do oeste da Francônia Superior, são na sua maioria católicos. Territórios que estavam sob a influência dos marqueses de Brandenburg-Bayreuth, como o leste da Francônia Superior, são predominantemente protestantes.
Antes do regime nazista a Francônia era conhecida pelas suas grandes comunidades judías, como era o caso de Fürth. Na região encontram-se muitos antigos cemitérios judeus, como por exemplo em Ansbach, Ebern, Erlangen, Nuremberg, Rothenburg ob der Tauber e Wurtzburgo.

## História

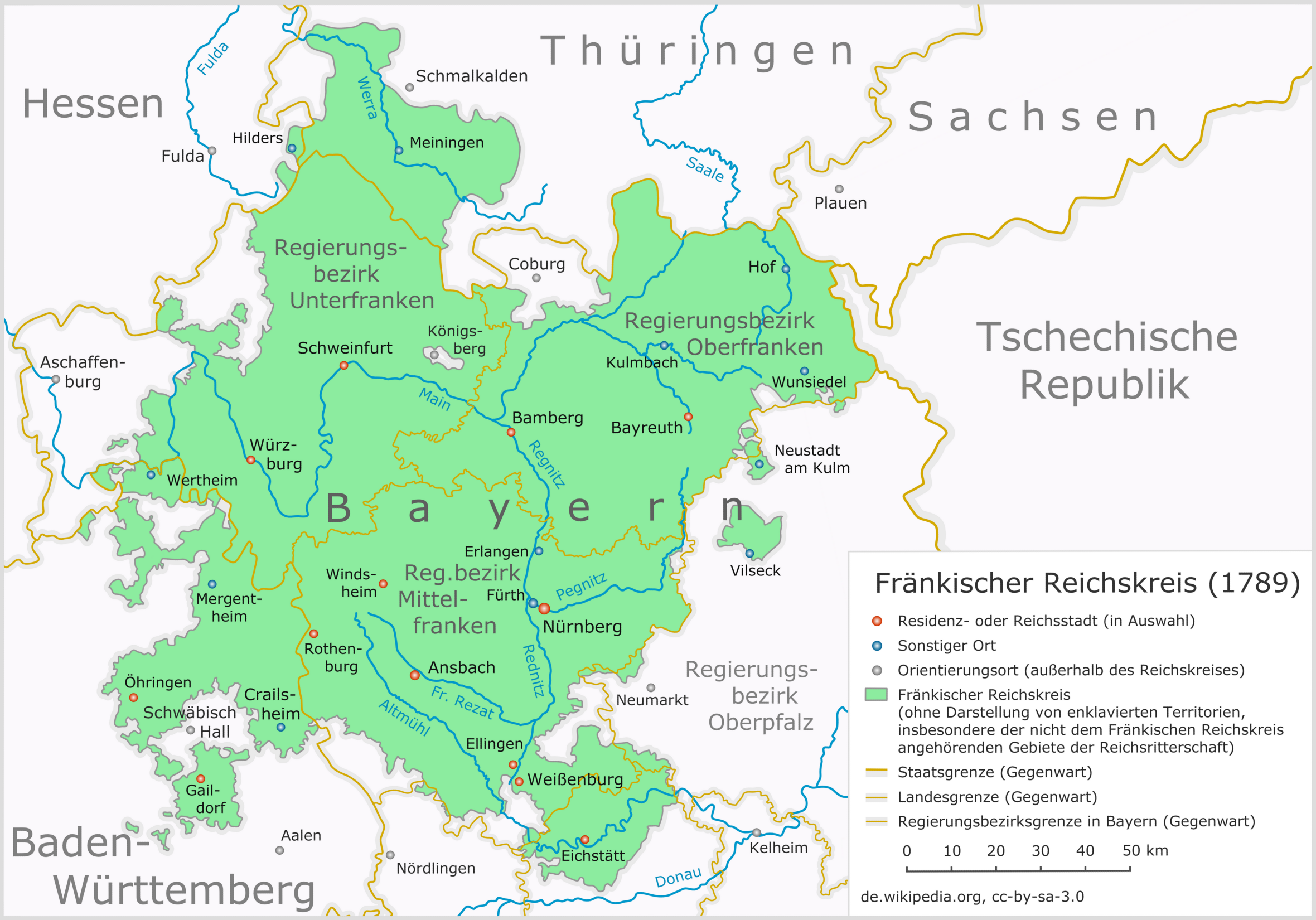
O Círculo Imperial francônio de 1789)

A Francônia era um dos cinco ducados do antigo reino Francia Orientalis (Ducado Francônia do Leste). A área atual era a parte leste deste antigo reino. Até o século X algumas partes de Baden, Palatinado, Renânia, o atual estado de Hessen, como áreas da Turíngia eram conhecidas sob o nome de Francônia.
Durante a Idade Média e até o início do Período Moderno, boa parte da Francônia Superior, em especial aquelas áreas que haviam sido alguma vez parte da Turíngia,  caíram sob controle do Bispo de Bamberg, o Bispo de Würzburg e o Abade de Fulda.
Em 1803, Napoleão incorporou a Francônia na Baviera, da qual até hoje ainda faz parte.

### Símbolos
- A região apesar de pertencer politicamente à Baviera, tem uma bandeira própria nas cores vermelho e branco, que são as cores oficias (Landesfarben) da Francônia.
- Desde o dia 2 de julho de 2005 é celebrado o Dia dos Francos (Tag der Franken), comemorando a formação do território desde 1500. A cada ano é escolhido uma cidade diferente para a realização das festividades.
- O hino da Francônia (Das Frankenlied) foi escrito por Victor von Scheffel em 1859.

## Cultura e turismo

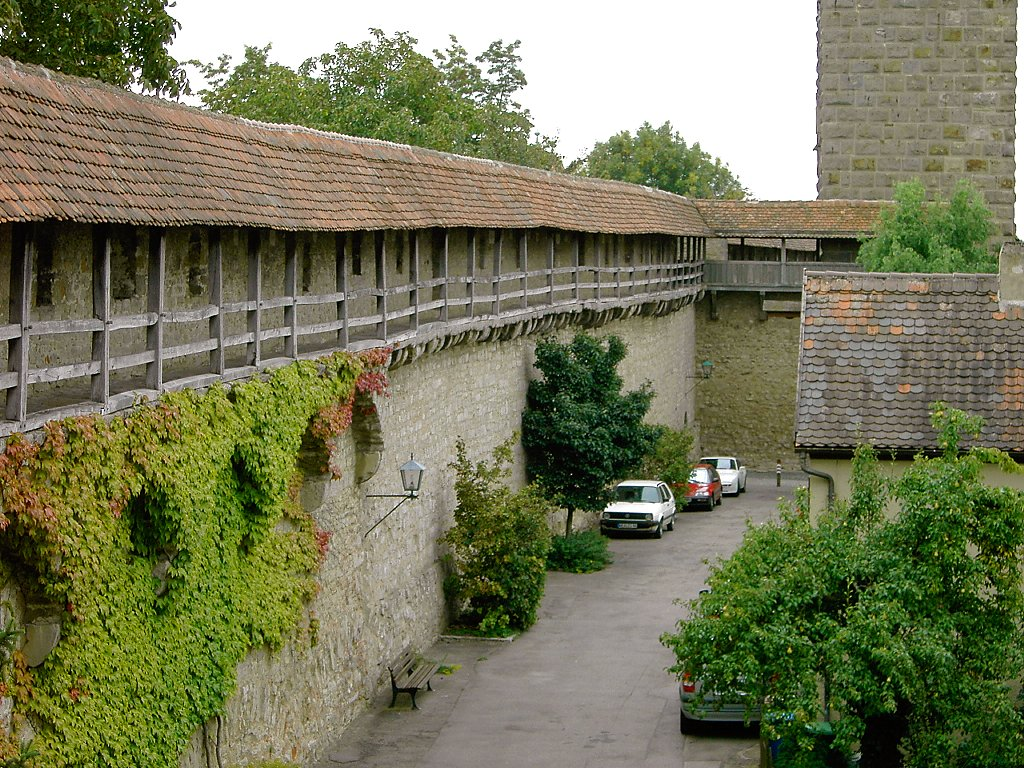
Antiga muralha de Rothenburg ob der Tauber

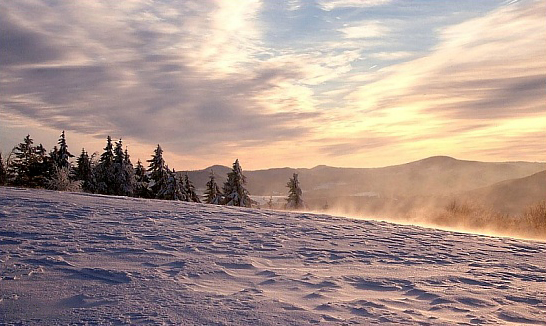
Neve no Parque Natural Bayerische Rhön

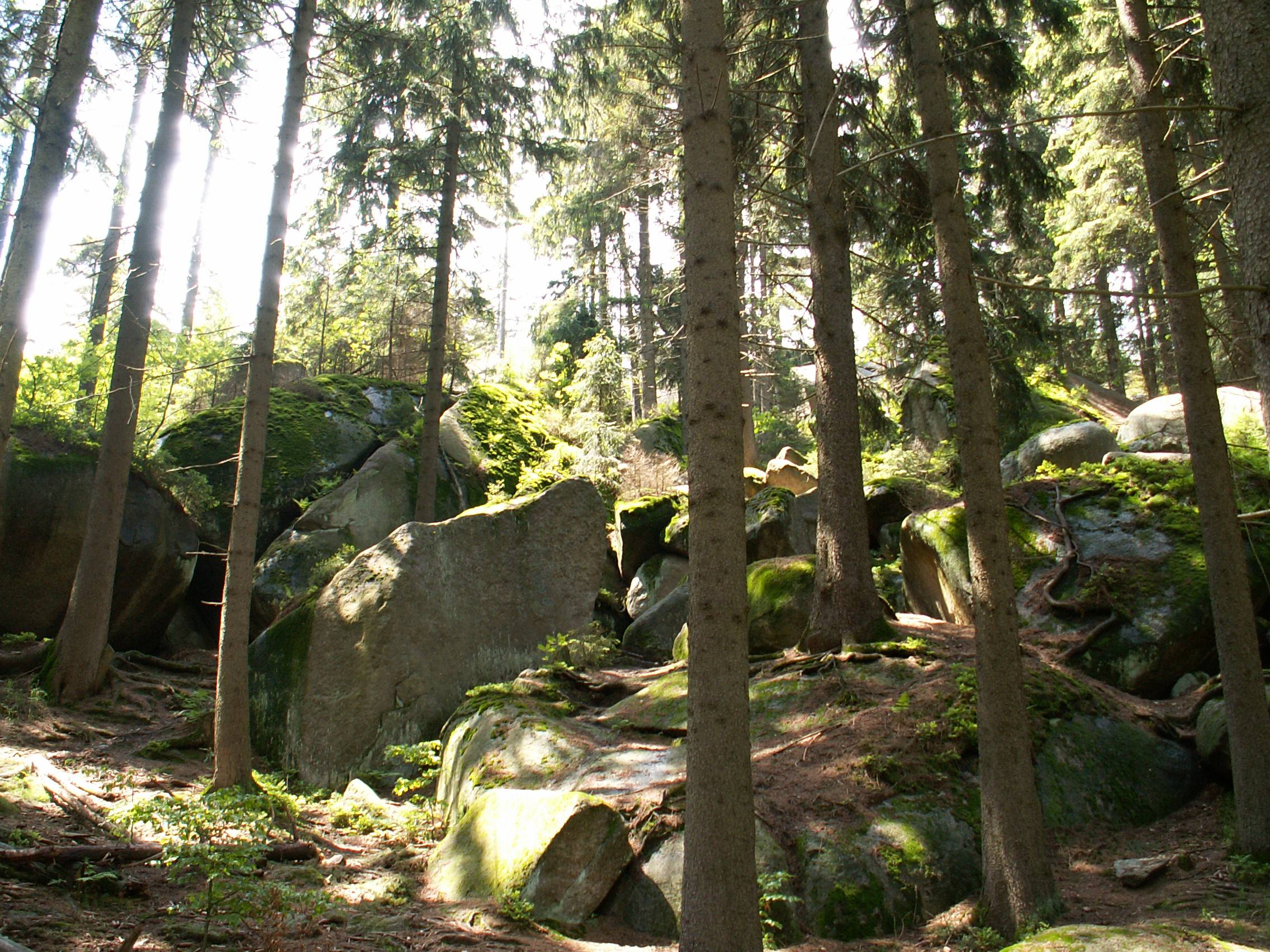
Árvores do tipo abeto no Fichtelgebirge crescidos diretamente sob as pedras

A região é conhecida pelo seu caráter romântico, tanto que o turismo propagou a expressão "Francônia Romântica" (em alemão: Romantisches Franken). Característico para a região são as serras baixas bastante arborizadas, intercalados por vales sinuosos com ribeiras e rios pequenos que na sua maioria são afluentes do rio Meno.
As cidades históricas, com seus monumentos, castelos e igrejas bem preservados, atraem muitos turistas, principalmente a Residência de Wurtzburgo e a Cidade Histórica de Bamberg, ambas tombadas pela UNESCO. A cidade de Nuremberga é conhecida pelo seu Castelo Imperial ou seu mercado natalino „Menino Jesus“ (Christkindlmarkt), realizado anualmente no mês de dezembro, como também pelo seu papel na época nazista e no final da Segunda Guerra Mundial pelos Julgamentos de Nuremberga.

### Cidades importantes ou históricas
| - Ansbach - Aschaffenburg - Bad Kissingen - Bamberg - Bayreuth - Coburg | - Erlangen - Forchheim - Fürth - Hof - Hammelburg - Kronach | - Kulmbach - Lichtenfels - Nuremberga - Rothenburg ob der Tauber - Schweinfurt - Wurtzburgo |

### Parques naturais
- Parque natural Bayerische Rhön
- Parque natural Bayerischer Spessart
- Parque natural Bergstraße-Odenwald
- Parque natural Fichtelgebirge
- Parque natural Frankenhöhe
- Parque natural Frankenwald
- Parque natural Fränkische Schweiz
- Parque natural Haßberge
- Parque natural Steigerwald

### Rotas turísticas
- Bier- und Weinstraße, rota turística da cerveja e do vinho
- Bocksbeutelstraße, rota turística do vinho franconio
- Deutsche Spielzeugstraße, rota turística de brinquedos, interligando cidades e vilarejos relacionados com a fabricação de brinquedos. A rota parte de Nuremberga na Francônia, e segue em direção norte até à Turíngia.
- Frankenweg, trilha para caminhadas “Caminho dos francos” que parte do Parque natural Frankenwald e segue até Donauwörth na Suábia.
- Porzellanstraße, rota turística da porcelana
- Rennsteig, antiga via comercial entre os estados Baviera e Turíngia
- Rennweg, antiga via comercial no distrito Haßberge

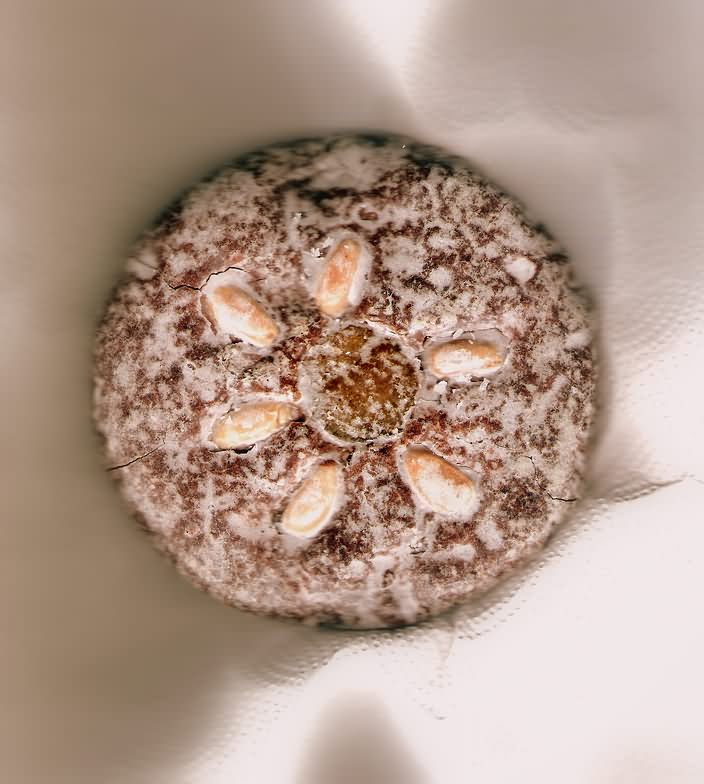
Lebkuchen tradicional com glacê de açúcar enfeitado com amêndoas

### Culinária
Existem várias comidas tradicionais da Francônia, como por exemplo:
- Schäuferla: ombro de porco assado à pururuca
- Nürnberger Rostbratwürste: lingüiça típica de Nuremberga
- Nürnberger Lebkuchen: tipo de pastel ou pâtisserie, doce típico natalino, relembrando o pão de mel
- Gerupfter Käs ou também Angemachter Camembert: tipo de creme de queijo a base de camembert
- Knödel chamado de Klos na Francônia: bolinho feito de batata ou pão, cozido em água
- Kirschenmichel: um bolo feito de farinha, sêmola de trigo e cerejas
- Karpfen: carpa frita, cuja sessão de pesca é de setembro até abril
- Bamberger Zwiebel: cebolas recheadas à modo da cidade de Bamberg

### Cervejarias
A região também é denominada de Bierfranken ou seja Francônia cervejeira, que com mais de 300 cervejarias tem a maior densidade de cervejarias por número de habitantes do mundo. A indústria cervejeira é de grande importância econômica para toda a região. Tanto grandes empresas estabeleceram-se na região, como a Kulmbacher Brauerei AG em Kulmbach, como também muitas cervejarias tradicionais de médio porte e micro-cervejarias. A maior densidade de cervejarias encontra-se na Francônia Superior.

### Viticultura

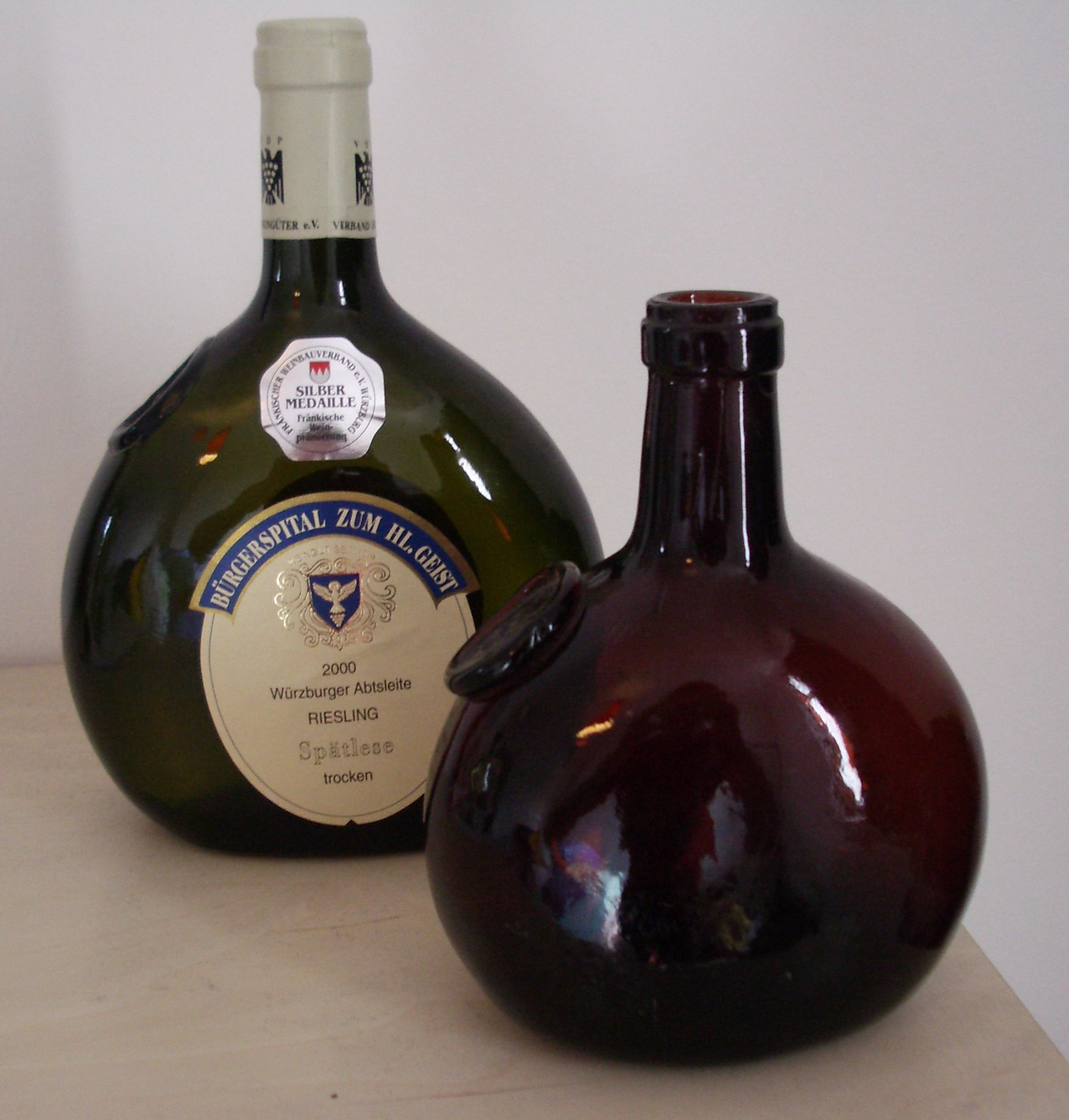
Garrafa do tipo Bocksbeutel

A região vinícola do francônia (Frankenwein) ao redor do rio Meno com aproximadamente 6 040 ha, é documentada desde o século VIII. A região é conhecida principalmente pelos seus vinhos brancos, como Müller-Thurgau, Silvaner, Bacchus, Kerner, Riesling, como também o Portugieser para vinhos tintos. Característico para o vinho franconio é o Bocksbeutel, uma garrafa de vinho de corpo achatado no eixo antero-posterior e bojuda na base, lembrando um elipsoide.

### Dialeto
O dialeto franconio pertence a família de dialetos germânicos, que linguisticamente pertence ao Frâncico.

### Personalidades
- Wolfram von Eschenbach (c. 1160/80—c. 1220), poeta
- Martin Behaim (1459—1507), geógrafo, astrónomo e explorador
- Tilman Riemenschneider (c. 1460—1531), escultor
- Albrecht Dürer (1471-1528), pintor e gravador
- Lucas Cranach o Velho (1472—1553), pintor e gravador
- Adam Ries (1492—1559), matemático
- Hans Sachs (1494—1576), poeta, maestro cantor e dramaturgo
- Balthasar Neumann (1687—1753), arquiteto
- Friedrich Rückert (1788—1866), poeta e tradutor
- Lothar von Faber (1817—1896), industrial, herdeiro da empresa Faber-Castell
- Levi Strauss (1829—1902), industrial, fundador da empresa Levi Strauss & Co., inventor da Blue Jeans
- Carl von Linde (1842—1934), engenheiro, desenvolveu os princípios da tecnologia de refrigeração
- Wilhelm Conrad Röntgen (1845—1923), físico, descobridor dos raios X, Prêmio Nobel de Física
- Ernst Sachs (1867—1932), inventor do freio / travão para bicicletas
- Armin Knab (1881—1951), componista, músico e juíz
- Ludwig Erhard, (1897—1977), político, ex-chanceler e ex-ministro
- Werner Karl Heisenberg (1901—1976), físico, fundador da Mecânica Quântica, Prêmio Nobel de Física
- Henry Kissinger (1923), político e diplomata dos E.U.A.
- Lothar Matthäus (1961), ex-jogador de futebol do Clube Esportivo Bayern München
- Dirk Nowitzki (1978), jogador de basquetebol no time americano Dallas Mavericks

## Principais empresas
- Adidas com sede em Herzogenaurach
- Baur Versand com sede em Burgkunstadt
- Faber-Castell com sede em Stein / Nuremberga
- Franken Brunnen com sede em Neustadt an der Aisch
- Grundig com sede em Fürth
- HUK-Coburg com sede em Coburg
- Playmobil com sede em Zirndorf
- Puma AG com sede em Herzogenaurach
- Quelle GmbH com sede em Fürth e Nuremberga
- Rosenthal AG com sede em Selb
- Schaeffler KG com sede em Herzogenaurach
- Siemens com filiais em Nuremberga, Wurtzburgo, Bayreuth, Forchheim, Bad Neustadt an der Saale, Erlangen e Fürth